# Cristiana Oliveira
Cristiana Barbosa da Silva de Oliveira (Rio de Janeiro, 15 de dezembro de 1963), é uma atriz e ex-modelo brasileira. Conhecida por seus papéis em telenovelas desde o final da década de 1980, ganhou maior notoriedade ao interpretar Juma em Pantanal. Ela é ganhadora de vários prêmios, incluindo um Prêmio APCA e um Troféu Imprensa, além de ter recebido indicação para um Prêmio Extra.
Nascida e criada em Ipanema, Cristiana começou sua carreira de atriz na novela Kananga do Japão, da TV Manchete, no núcleo principal, após ter ficado conhecida por seu trabalho como modelo. Ela foi eleita como a revelação feminina do ano pelo Prêmio APCA por esse trabalho. Mas alcançou seu sucesso em 1990 como Juma Marruá em Pantanal. A novela tornou-se um marco na teledramaturgia brasileira devido à sua enorme repercussão popular e esse se tornou o trabalho mais memorável de sua carreira, pelo qual recebeu o Troféu Imprensa.
Devido ao sucesso desta trama, foi encomenda uma novela de temática semelhante, Amazônia (1991), e Cristiana foi novamente escolhida para interpretar a protagonista. No ano seguinte, foi contratada pela TV Globo para estreiar como protagonista da novela do horário nobre De Corpo e Alma. Nos anos sequentes da década de 1990, Cristiana tornou-se uma das atrizes mais populares da televisão, interpretando uma série de protagonistas, como a vingativa Tati de Quatro por Quatro (1994), a interesseira Adriana em Salsa e Merengue (1996), a forte Selena de Corpo Dourado (1998) e Pilar em Vila Madalena (1999).
Em 2001 se destacou como a dissimulada Alicinha em O Clone, sendo a principal vilã da trama. Cristiana foi elogiada por sua atuação com uma personagem diferente do habitual em sua carreira, sendo indicada ao Prêmio Contigo! de TV na categoria de Melhor Vilã. Em seguida estreou na televisão de Portugal atuando em O Olhar da Serpente (2002). Por seu trabalho como a presidiária Araci em Insensato Coração (2011), ela foi indicada ao Prêmio Extra de Melhor Atriz Coadjuvante.

## Biografia
Filha de Oscar de Oliveira e Eugênia Barbosa da Silva de Oliveira, é a caçula de nove filhos (dois homens e sete mulheres). Nascida e criada em Ipanema, para ajudar nas despesas familiares, começou a trabalhar com 10 anos de idade, numa floricultura próxima de sua residência.
Enfrentando depressão na adolescência, abandonou os estudos e fugiu da casa dos pais para morar com sua melhor amiga, que havia se mudado há poucos meses para São Paulo, onde passou a trabalhar como caixa de supermercado. Ficou 1 mês desaparecida, e só depois desse tempo comunicou aos pais que estava bem e trabalhando, e eles entenderam o que ela estava passando, e pediram para ela voltar. Nessa época, após voltar para casa, voltou a estudar e começou a trabalhar como divulgadora, fazendo assessoria de imprensa para teatro junto a sua irmã Marió.

## Carreira

### 1983–91: Modelo e primeiros trabalhos
Em 1983, aos 20 anos, Cristiana estreou como modelo ao participar de um concurso de beleza do Jornal do Brasil que promovia uma marca de óculos, no qual foi vencedora. A jovem chamou atenção de diversos produtores de moda, passando a realizar desfiles e fotografar para editoriais de moda. O grande destaque veio no ano seguinte, 1984, quando assinou com o empresário de moda Eli Hadid Wahbe – que dois anos depois fundaria a Class Modelos – e passou a morar na Europa, trabalhando na Alemanha e Espanha. Em 1989 chamou a atenção do diretor Walter Salles Jr. por sua desenvoltura diante das câmeras durante a gravação de um comercial produzido por ele, que indicou-a para Jayme Monjardim para realizar um teste na Rede Manchete para apresentar o programa de videoclipes Shock, que estava vago com a saída de Carolina Ferraz. Cristiana passou no teste, porém não chegou a estrear no programa, uma vez que Jayme convidou-a para realizar novos testes para a novela Kananga do Japão, acreditando que ela poderia se tornar atriz. Na época Bia Seidl havia desistido do papel de Hannah e Cristiana ficou com o papel, estreando como atriz no núcleo principal da trama.
Com esta novela ganhou o prêmio por unanimidade de atriz revelação pela APCA. Em 1990 Cristiana interpretou seu personagem de maior destaque, a protagonista Juma em Pantanal, que inicialmente seria para a atriz Glória Pires. A novela foi um grande sucesso, derrubando a audiência da TV Globo e virando um marco na teledramaturgia brasileira. Cristiana, com este trabalho, ganhou o Troféu Imprensa de "Revelação do ano". Em 1991, fez a sua estreia no cinema, com o longa-metragem Os Trapalhões e a Árvore da Juventude. Nesse mesmo ano, Cristiana participou de um episódio do programa Fronteiras do Desconhecido e protagonizou a novela Amazônia.

### 1992–16: Protagonistas e amadurecimento

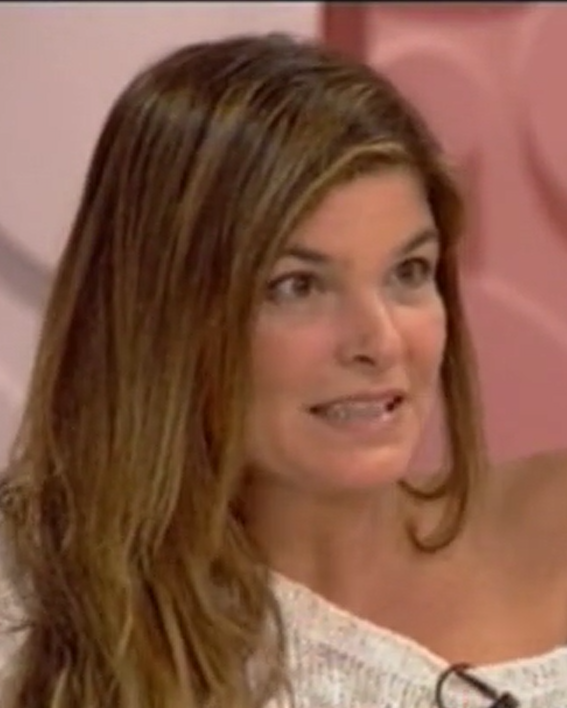
Cristiana em 2013 durante entrevista na TV Brasil.

Em 1992, visando a repercussão de seus trabalhos na Rede Manchete, a Rede Globo contratou Cristiana sob um salário duas vezes maior para viver a protagonista da minissérie Agosto, papel que veio a ser interpretado por Vera Fischer, já que foi decidido pela cúpula da emissora que Cristiana seria a protagonista, junto com Tarcísio Meira, da novela De Corpo e Alma. Em fevereiro daquele ano, posou nua para a edição brasileira da revista Playboy, numa das poucas ocasiões em que o ensaio foi apresentado em um encarte especial. Em 1993, estreou no teatro com o espetáculo Bate Outra Vez, de Eduardo Wotzik. Ainda nesse ano, atuaria na peça Troia, sucesso estrondoso de crítica. Em 1994, participou da minissérie Memorial de Maria Moura e, depois, protagonizou a novela Quatro por Quatro, ao lado das atrizes Letícia Spiller, Elizabeth Savalla e Betty Lago. Pela primeira vez em sua carreira televisiva, a atriz faria um papel cômico. Após o fim da novela, foi morar em NY a fim de se aprimorar no inglês.
Em 1996, atuou em Salsa e Merengue, como a vilã Adriana. Posteriormente, emendaria trabalhos, e logo voltaria ao ar como a protagonista da novela Corpo Dourado, em 1998, na pele da batalhadora e rude Selena, uma mulher da roça, sem vaidade e guerreira. Em 1999, novamente faria uma mocinha, interpretando a determinada e apaixonada Pilar, formando um triângulo amoroso, em Vila Madalena, composto também por Edson Celulari e Maitê Proença. Em 2001, participou da primeira fase da novela Porto dos Milagres. No mesmo ano, esteve na segunda fase da novela O Clone, como a pérfida Alicinha, uma mulher dissimulada e extremamente ambiciosa, que manipula todos ao seu redor por dinheiro e poder, sendo a principal vilã do folhetim. Também em 2002 apresentou a peça Pequeno Dicionário Amoroso, de Jorge Fernando, marcando a sua volta aos palcos e foi cedida à SIC, de Portugal, para atuar na novela O Olhar da Serpente. Cristina ficou então cerca de três anos limitando-se a pequenas aparições no vídeo, quando, em 2005, retornou como a dona de casa Rita na temporada daquele ano da novela Malhação.
Em 2006, filmou o longa-metragem Gatão de Meia Idade, onde interpretou uma motoqueira masculinizada, que na verdade sonha em casar-se e ter filhos. Em 2007, integrou o elenco da minissérie Amazônia, de Galvez a Chico Mendes, e participou de últimos capítulos da novela Sete Pecados, como a. advogada Margareth, e filmou o longa Nossa Senhora de Caravaggio, em que viveu uma mulher simples e sofrida, vítima dos maus tratos do marido, que busca na fé para sua dor. Em 2009, despontou no remake de Paraíso, como a moderna Zuleika, par romântico do cantor Daniel. Em 2010, Cristiana retorna ao teatro interpretando Maria em Paixão de Cristo de Nova Jerusalém. Em 2011, interpretou uma elogiada participação especial da crítica e do público em Insensato Coração, no papel da presidiária lésbica e traficante de drogas, chamada Araci Laranjeira.
Em 2012, interpretou a fútil e bem humorada Yolanda em Salve Jorge. Em 2014, volta à TV na série do GNT, Animal, no papel da ex-delegada e prefeita Mariana Gomes.

### 2015 – presente: Trabalhos recentes

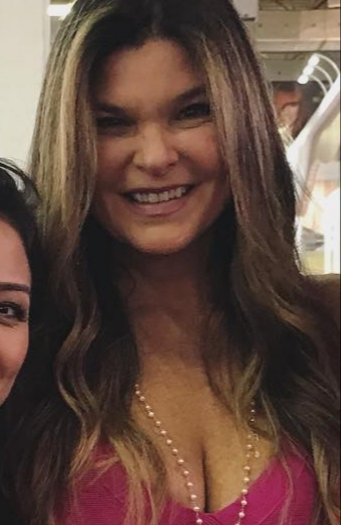
Cristiana Oliveira em 2019.

Em outubro de 2015, após quatro anos de sua última novela, decide assinar com a RecordTV. No ano seguinte integrou o elenco da novela A Terra Prometida, onde deu vida a amargurada Mara, uma mulher ambiciosa e manipuladora, que aos poucos vai demonstrando o seu caráter perigoso e perverso, até se revelar a grande antagonista da história. A personagem foi elogiada pelos jornalistas especializados, que notaram que era seu papel de maior destaque desde O Clone. Em 2018, Cristiana retorna ao cinema após onze anos desde o último filme em que participou, Nossa Senhora de Caravaggio. Ela está no elenco de Eu sou Brasileiro, de Alessandro Barros; Borderline, de Cibele Amaral; Paixão Nacional, de Teresa Jessouron, e em Uma Carta para Ferdinand, de Anderson e Kleber Dresch.
Em 2019, após três anos afastada da televisão, retorna às novelas em Topíssima, telenovela da RecordTV, interpretando a grande vilã-cômica Lara, uma socialite fútil e obcecada pelas colunas sociais, mas que no íntimo se trata de uma mulher fria e sem escrúpulos, capaz de tudo por seus objetivos e responsável por infernizar a vida da própria filha, a protagonista Sophia (Camila Rodrigues). Em 2022, realizou uma participação especial em um capítulo da nova versão de Pantanal, remake de seu primeiro grande sucesso, o qual protagonizou como Juma Marruá, em homenagem ao seu trabalho na primeira versão junto com outros atores do elenco da versão de 1990.
Em maio de 2022 publicou o livro "Cristiana Oliveira: Versões de uma Vida" pela Editora Letramento, em coautoria com a jornalista e escritora, Larissa Molina. O evento de lançamento aconteceu no Rio de Janeiro (RJ), em uma livraria do bairro Ipanema e contou com a presença de diversas celebridades. 

## Vida pessoal
Aos 13 anos, em 1976, tornou-se viciada em cigarro, só conseguindo se livrar da dependência em 1998, com a ajuda de Victor Fasano, seu amigo de profissão. Cristiana foi casada com o fotógrafo André Wanderley, dessa união nasceu Rafaella. Em 1994, Cristiana se casa pela segunda vez, dessa vez com o empresário Marcos Sampaio, com quem ficou casada por 8 anos. Em 1999, nasceu sua segunda filha, Antônia. Não quis mais casar-se após a separação. Em 7 de fevereiro de 2013, tornou-se avó pela primeira vez, com o nascimento de Miguel, filho de Rafaella.

## Filmografia

### Televisão
| Ano  | Título                                         | Personagem                                | Notas                                       |
| ---- | ---------------------------------------------- | ----------------------------------------- | ------------------------------------------- |
| 1989 | Kananga do Japão                               | Hannah                                    |                                             |
| 1990 | Pantanal                                       | Juma Marruá                               |                                             |
| 1991 | Fronteiras do Desconhecido                     | Billie Frechette                          | Episódio: "Inimigos Públicos"               |
| 1991 | Amazônia                                       | Camille LeBlanc / Milla                   |                                             |
| 1992 | De Corpo e Alma                                | Paloma Bianchi                            |                                             |
| 1994 | Memorial de Maria Moura                        | Marialva                                  |                                             |
| 1994 | Quatro por Quatro                              | Tatiana Tarantini (Tati)                  |                                             |
| 1996 | Salsa e Merengue                               | Adriana Campos Queiroz                    |                                             |
| 1998 | Corpo Dourado                                  | Selena Ferreira Mendonça                  |                                             |
| 1999 | Vila Madalena                                  | Pilar Ramirez                             |                                             |
| 2001 | Porto dos Milagres                             | Eulália Vieira                            | Episódios: "5–15 de fevereiro"              |
| 2001 | O Clone                                        | Alice Maria Ferreira das Neves (Alicinha) |                                             |
| 2002 | O Olhar da Serpente                            | Celeste Carvalho Pinto                    |                                             |
| 2003 | Kubanacan                                      | Helena                                    | Episódios: "7–8 de maio"                    |
| 2005 | Malhação                                       | Rita Garcia                               | Temporada 12                                |
| 2006 | A Diarista                                     | Betty                                     | Episódio: "Até Que a Nete os Separe"        |
| 2007 | Amazônia, de Galvez a Chico Mendes             | Carmen dos Anjos (Carminha)               |                                             |
| 2007 | Sete Pecados                                   | Drª. Margareth Cintra                     |                                             |
| 2007 | Dança dos Famosos                              | Participante                              | Temporada 4                                 |
| 2008 | Casos e Acasos                                 | Simone                                    | Episódio: "O Colar, O Cachorro e O DVD"     |
| 2008 | Casos e Acasos                                 | Bárbara                                   | Episódio: "O Parto, o Batom e o Passaporte" |
| 2008 | Faça sua História                              | Talita                                    | Episódio: "Álbum de Família"                |
| 2009 | Paraíso                                        | Zuleika Tavares                           |                                             |
| 2011 | Insensato Coração                              | Araci Laranjeira                          | Episódios: "19 de março–25 de abril"        |
| 2012 | Salve Jorge                                    | Yolanda Albuquerque Pereira Galvão        |                                             |
| 2014 | Animal                                         | Mariana Gomes                             |                                             |
| 2016 | A Terra Prometida                              | Mara Nabi                                 |                                             |
| 2017 | Tô de Graça                                    | Drª. Verônica                             | Episódio: "Mudança de Sexo"                 |
| 2019 | Topíssima                                      | Lara Alencar                              |                                             |
| 2022 | Pacto Brutal - O Assassinato de Daniella Perez | Ela mesma                                 |                                             |
| 2022 | Pantanal                                       | Convidada do casamento                    | Episódio: "7 de outubro"                    |

### Filmes
| Ano  | Título                                | Papel    |
| ---- | ------------------------------------- | -------- |
| 1991 | Os Trapalhões e a Árvore da Juventude | Juliana  |
| 2006 | Gatão de Meia Idade                   | Sandrão  |
| 2007 | Nossa Senhora de Caravaggio           | Angélica |
| 2019 | Eu Sou Brasileiro                     | Carmem   |
| 2020 | Uma Carta para Ferdinand              | Mella    |
| 2021 | Por que Você Não Chora?               | Do Carmo |
| 2022 | Os Suburbanos: O Filme                | Lorena   |

## Teatro
- Bate Outra Vez
- Troia.... Helena de Troia
- Paixão de Cristo de Nova Jerusalém.... Nossa Senhora
- Pequeno Dicionário Amoroso .... Luiza
- Os Anjinhos.... Maiara
- Por favor, Nono!.... Renata / Lili
- Feliz Por Nada.... Laura

## Prêmios e indicações
| Ano  | Prêmio                    | Categoria                 | Indicação         | Resultado | Ref    |
| ---- | ------------------------- | ------------------------- | ----------------- | --------- | ------ |
| 1990 | Troféu APCA               | Melhor Revelação Feminina | Kananga do Japão  | Venceu    |        |
| 1990 | Troféu Imprensa           | Revelação do Ano          | Pantanal          | Venceu    |        |
| 2002 | Prêmio Contigo! de TV     | Melhor Vilã               | O Clone           | Indicada  |        |
| 2011 | Prêmio Extra de Televisão | Melhor Atriz Coadjuvante  | Insensato Coração | Indicada  | [ 27 ] |